# Geranium yoshinoi
Geranium yoshinoi är en näveväxtart som beskrevs av Tomitaro Makino och Takenoshin Nakai. Geranium yoshinoi ingår i släktet nävor, och familjen näveväxter. Inga underarter finns listade i Catalogue of Life.